# 5 июля 1962 года (стадион)
Стадион 5 июля 1962 года (фр. Stade 5 Juillet 1962) — футбольный и легкоатлетический стадион в Алжире. Назван в честь 5 июля 1962 года, день, когда Алжир получил независимость от Франции, известный также под названием Эль Джизайр (араб. ملعب 5 جويلية بالجزائر‎). Покрытие стадиона травяное. Фундамент заложен в 1970 году и уже через два года постройка была закончена. Вместимость стадиона 70 000 человек.
Домашняя арена футбольного клуба «МК Алжер». В 2000 году на стадионе прошёл чемпионат Африки по лёгкой атлетике.